# Hadena phaulocyria
Hadena phaulocyria är en fjärilsart som beskrevs av Dyar 1910. Hadena phaulocyria ingår i släktet Hadena och familjen nattflyn. Inga underarter finns listade i Catalogue of Life.